# Salaga (cráter)
Salaga es el nombre de un cráter de la superficie de Marte. Es una depresión elíptica irregular, con crestas pronunciadas, que fue creada por un evento de impacto. Se encuentra ubicado en el cuadrángulo Argyre a unos 200 kilómetros (124,3 mi) al sur del cráter Flora, a orillas del extremo noroeste de la helada planicie de Argyre.

## Epónimo
Como es de costumbre en la nomenclatura, los pequeños cráteres de menos de 60 km llevan el nombre de pequeños pueblos y aldeas. En 1976 el cráter recibió el nombre de la ciudad de Salaga, una ciudad de unos 25,500 habitantes y capital del distrito de East Gonja de Ghana.